# The Stainless Barrier
The Stainless Barrier er en amerikansk stumfilm fra 1917 af Thomas N. Heffron.

## Medvirkende
- Irene Hunt som Betsy Shelton
- Jack Livingston som Calvin Stone
- Henry A. Barrows som Roger Enderleigh
- Rowland V. Lee som Richard Shelton
- Tom Guise som Thomas Crosby